# Radosław Zbierski
Radosław Zbierski est un joueur polonais de volley-ball né le 14 avril 1988 à Kędzierzyn-Koźle (Voïvodie d'Opole). Il joue libero. 

## Palmarès

### Clubs
Championnat de Pologne D2:
- 2007, 2014

Championnat de Pologne:
- 2013